# De Volkskrant
de Volkskrant (deutsch die Volkszeitung) ist eine niederländische überregionale Tageszeitung mit Redaktionssitz in Amsterdam. Sie wurde 1919 gegründet und erscheint im Verlag De Persgroep Nederland. Im ersten Quartal 2008 betrug die bezahlte Auflage der Zeitung 236.364 (Print) beziehungsweise 33.899 (E-Zeitung) Exemplare. Chefredakteur ist seit 2019 Pieter Klok.

## Geschichte

### Von den Anfängen bis zum Zweiten Weltkrieg
De Volkskrant wurde im Oktober 1919 von einigen Gruppierungen der katholischen Gewerkschaftsbewegung gegründet und erschien zunächst als Wochenzeitung mit Sitz in ’s-Hertogenbosch. Von Januar 1920 an erschien sie zweitäglich (Mo, Mi, Fr) und erhielt zur selben Zeit mit Jan Vesters einen erfahrenen Journalisten an der Spitze, der seit 1898 Chefredakteur von Het Huisgezin, einer ebenfalls katholischen Zeitung, war. Er gab seinen alten Posten für de Volkskrant nicht auf und führte Het Huisgezin parallel bis 1934 weiter. Im Oktober 1921 wurde de Volkskrant eine Tageszeitung, deren Herausgeberschaft schließlich 1932 vom Römisch-katholischen Arbeitnehmerverband RKWV übernommen wurde. 1935 zog de Volkskrant nach Utrecht um. Zur landesweiten Ausgabe kamen nun Lokalausgaben für die Regionen Twente, Limburg und Noord-Brabant (jeweils für den Westen und Osten) hinzu, einige Jahre später folgten weitere für Rotterdam, Den Haag, Gelderland und die nördlichen Provinzen.
In journalistischer Hinsicht war die Volkskrant der Vorkriegsjahre wenig ambitioniert, trotzdem ging die während der Weltwirtschaftskrise zunehmende Bereitschaft der Katholiken, mit den Sozialdemokraten zusammenzuarbeiten, nicht spurlos an der Zeitung vorbei, die durchaus dem einen oder anderen Streit mit der Römisch-katholischen Staatspartei (RKSP) nicht aus dem Wege ging. Dies führte schließlich zu derart großen Spannungen, dass 1934 einige führende Politiker sich an die niederländischen Bischöfe mit der Bitte wandten, die zu jener Zeit noch recht kleine Zeitung zu maßregeln.
Während der deutschen Besatzung im Zweiten Weltkrieg versuchte die Zeitung unter dem Druck inhaltlicher Vorgaben eine Gratwanderung, im Juli 1941 wurde jedoch schließlich Vesters, der nun seit 21 Jahren Chefredakteur war, von den Besatzern zur Kündigung gezwungen. Das Ansinnen, einen neuen Chefredakteur aus den Reihen der niederländischen Nationalsozialisten NSB einzusetzen, wurde von der verbliebenen Redaktion als inakzeptabel empfunden und im Folgemonat mit der kompletten Kündigung quittiert. Diese Aktion stand auch im Zusammenhang mit dem zur gleichen Zeit erlassenen bischöflichen Verbot einer Mitgliedschaft in der nazifizierten katholischen Gewerkschaftsbewegung. Der Versuch des mittlerweile inthronisierten NSB-Chefredakteurs D.C. van der Poel, die Zeitung mittels einer Notredaktion weiterzuführen, erwies sich als aussichtslos, da in den Folgewochen ein Großteil der Abonnements gekündigt wurde. Im Oktober wurde die Zeitung vorläufig eingestellt.

### Neugründung während der letzten Jahre des Zweiten Weltkriegs
1943 entwarf der Verleger J.H.E. Asberg zusammen mit seinem juristischen Berater Carl Romme, von 1931 bis 1936 im Aufsichtsrat der Zeitung De Tijd und von 1937 bis 1939 Minister für Soziales, seine Vorstellung einer Neuorganisation der katholischen Presse der Nachkriegsjahre. Vorgesehen war darin eine einzige überregionale katholische Tageszeitung, deren Sendungsbewusstsein auf alle Volksteile gerichtet sein sollte statt wie ehedem nur auf die Katholiken. Als Herausgeber dieser wie aller anderen katholischen Organe war eine zentrale Stiftung vorgesehen. Dieser Vorschlag traf jedoch bei einem Treffen der Hauptakteure des katholischen Pressewesens Anfang 1944 (bei dem Vesters fehlte) auf geteilte Resonanz: während sich die Vertreter der Zeitungen De Tijd und De Maasbode nicht damit anfreunden konnten, stellte der vormalige Vorsitzende des seit 1941 aufgelösten RKWV, Adrianus Cornelis de Bruijn, seine de Volkskrant zur Verfügung. Das Triumvirat aus Asberg, Romme und De Bruijn beschloss nun im Alleingang seine eigenen Vorstellungen einer überregionalen katholischen Zeitung umzusetzen. Allerdings waren einige Kompromisse einzugehen. Da in Utrecht bereits zwei katholische Zeitungen erschienen, fiel die Wahl auf Amsterdam als neuen Redaktionssitz. Um der dortigen De Tijd nicht auf die Füße zu treten, wurde ihr das Versprechen gegeben, auf eine Wirtschaftsseite und einen Amsterdamer Lokalteil zu verzichten.
Die als Nachfolgerverband des RKWV gegründete Katholische Arbeiterbewegung KAB, deren Vorsitz 1946 wieder an de Bruijn vergeben wurde, übernahm die Herausgeberschaft der wiederbelebten Volkskrant. Romme war seitens seiner Mitstreiter zunächst als Chefredakteur vorgesehen, wollte diese Funktion jedoch nicht alleine ausüben und zog es stattdessen vor, die Zeitung zu konzipieren. Auf einen Vorschlag von Asbergs Sekretär wurde Joop Lücker, vormals Auslandskorrespondent in London und Redakteur von De Telegraaf, als journalistischer Chefredakteur für das Tagesgeschäft eingesetzt. Lücker hatte bis dahin sowohl von de Volkskrant als auch dem RKWV noch nie etwas gehört. Romme nahm als zweite Spitze die Funktion eines politischen Chefredakteurs ein und wurde mit seiner 1946 eingenommenen Position als Fraktionschef der als Nachfolgepartei der RKSP gegründeten Katholischen Volkspartei (KVP) sowohl zum Informationslieferanten aus der Politik als auch zum Garanten einer Rückendeckung, die er sich als Chefredakteur auch in umgekehrter Richtung von der Zeitung für seine Ziele holte. Ein Teil der alten Redaktion, darunter der Sohn des ersten Chefredakteurs, Jan Vesters Jr., kehrte zu de Volkskrant zurück, Vesters Sr. blieb dies aus Altersgründen verwehrt.

### Etablierung in den Niederlanden der Nachkriegsjahre
Die Zeitung konnte schließlich am Tag des Kriegsendes in Europa, dem 8. Mai 1945, vom neuen Redaktionssitz Amsterdam aus wieder erscheinen. Der Erscheinungstag war nicht etwa symbolisch gewählt, sondern lag an einem Stromausfall. Die in der Anfangszeit zudem bestehende Papierknappheit stand der in den ersten drei Jahren schnell steigenden Auflage letztlich nicht im Wege. Begünstigt wurde der Aufstieg auch durch das bis 1949 bestehende Erscheinungsverbot für den Telegraaf, der als Kollaborationszeitung galt, wodurch De Volkskrant in der Anfangszeit die einzige überregionale Morgenzeitung war. Des Weiteren konnte durch die Neugründung alter Ballast abgeworfen werden, die Zeitung sprach nun hauptsächlich die städtischen Mittelschichten an und kam so auf eine breitere Leserbasis. Der zuvor bei Asberg beschäftigte Direktor Cees Slewe hatte entscheidenden Anteil an dem Erfolg der wiederbelebten Zeitung, starb aber bereits 1947.
Richtungsstreitigkeiten zwischen der KVP und dem KAB schlugen sich auf das Verhältnis von Romme und de Bruijn nieder. Nachdem die KVP die Parlamentswahlen nicht gewinnen und Romme dadurch nicht Ministerpräsident werden konnte, schied dieser zum Ende des Jahres 1952 aufgrund dieser Spannungen aus der Redaktion aus, bekam jedoch auf Initiative Lückers exakt ein Jahr später wieder eine Kolumne in der Zeitung. De Bruijn hatte bereits im September 1952 anlässlich eines im Kabinett Drees erhaltenen Ministerpostens den Vorsitz der KAB an Toon Middelhuis übertragen. Damit war von dem Kreis, der de Volkskrant wiederbelebt hatte, niemand mehr direkt in der Zeitung involviert.
Lücker setzte seinen Kurs fort, band weitere katholische Prominenz als Autoren ein, wie er auch kritische Stimmen zuließ. Die zur Gründungszeit De Tijd gegenüber gegebenen Versprechen zog Lücker 1953 zurück – de Volkskrant erhielt nun einen Wirtschaftsteil und eine ausgebaute Lokalberichterstattung, besetzt mit ehemaligen Journalisten von De Tijd. Meinungsverschiedenheiten über eine Vielzahl von Themen zwischen Lücker und Direktor Grundmeijer und dem letzteren gegenüber vorgebrachte Unmut seitens leitender Redakteure über ihren autoritären Chef führten allerdings im März 1964 zur erzwungenen Kündigung Lückers. Jan van der Pluijm, Arbeitnehmervertreter im Aufsichtsrat und Vorsitzender des Katholischen Journalistenrings, wurde zum Nachfolger bestellt, obwohl er zunächst nicht Chefredakteur werden wollte.

### Abwendung vom katholischen Hintergrund
In der Ära van der Pluijm distanzierte sich die Zeitung zunehmend von ihren Ursprüngen. Die KAB erhielt im Antrittsjahr van der Pluijms mit dem Niederländischen Katholischen Gewerkschaftsverband NKV einen von der Kirche autonomeren Nachfolger, der versuchte, auf die redaktionelle Linie Einfluss zu nehmen. Van der Pluijm gelang es, die Unabhängigkeit der Redaktion zu behaupten, letztlich leitete dieser Konflikt das Ende der Bindung an den NKV ein.
Im gleichen Jahr begann auch der Umzug vom Voorburgwal in das an der Wibautstraat gelegene neue Redaktionsgebäude, wodurch letztere Straße von der ersteren den Status als Amsterdamer Fleet Street erneut ein Stück weit übernahm. Zur Grundsteinlegung war auch der kirchliche Zensor M.J. Doesburg erschienen, der das Gebäude einsegnete. Obwohl die katholischen Zeitungen zu jener Zeit noch einen geistlichen Berater hatten, konnte von kirchlicher Zensur keine Rede sein, so hatte schon Lücker nach eigenem Bekunden weder etwas mit Doesburg, noch dessen Vorgänger jemals etwas zu tun. Dazu gab es auch keinen Anlass, da sich die katholische Presse zu Lückers Zeiten als (auch aus innerer Überzeugung) sittenstreng und der Kirche gegenüber folgsam erwies. Mit der Einweihung des Gebäudes im September 1965 entfiel auch die Unterüberschrift „Katholische Zeitung für die Niederlande“ von der Titelseite. Diese Streichung war eher als Marktanpassung zu verstehen, da de Volkskrant als letzte Zeitung ein „katholisch“ im Titelkopf aufführte. Die Zeitung betonte in einer eigens hierzu publizierten Stellungnahme, dass sie keineswegs eine Abkehr von ihren katholischen Wurzeln anstrebte, vielmehr wurde in der Folgezeit versucht, einen Bezug von diesen zu den sozialen, politischen und ökumenischen Bewegungen jener Zeit herzustellen.
Ab 1965 begann dennoch die schrittweise Entfremdung sowohl von der Kirche als auch der KVP. Was die Kirche betraf, lag dies unter anderem an der Enttäuschung über den Verlauf des Zweiten Vatikanischen Konzils und der Einsetzung zweier konservativer Bischöfe im Jahr 1970. Die Entfremdung von der KVP hatte ihren Ursprung in dem vom rechten Flügel der KVP herbeigeführten Ende der Koalition mit der Partij van de Arbeid (PvdA), das im Arbeitnehmerflügel der Partei auf großen Unmut stieß. Diese Geschehnisse gingen auch nicht an den Führungskräften der Zeitung vorbei. Der 1966 als zweiter Direktor neben Grundmeijer hinzugekommene Theo Coppes wechselte in seinem Antrittsjahr von der KVP zur PvdA, van der Pluijm trat 1970 aus der Kirche aus. Anfang 1969 wurde intern die Richtlinie vorgegeben, ein „Wir“ in Kommentaren in Bezug auf Katholiken nicht länger zu gebrauchen.
Anfang der 1970er Jahre war die vollständige Loslösung von der Kirche und der KVP zur Realität geworden. Dies und die nun folgende Verschiebung der Ausrichtung zur Linken hin wurde indes nicht von allen Redakteuren und in den einzelnen Sparten der Zeitung mit unterschiedlicher Geschwindigkeit vollzogen. Mit der Richtungsänderung ging ein Wechsel in der Leserschaft einher: Dem allmählichen Wegbröckeln des alten katholischen Bollwerks stand ein größerer Zustrom neuer Bevölkerungsgruppen wie Studenten und Linken mit hohem Bildungsgrad entgegen.

### Zusammenschluss mitHet Paroolund Hinwendung zur politischen Linken
Finanzielle Engpässe, Anzeigenkonkurrenz durch Radio und Fernsehen und die Erkenntnis des NKV, auf Dauer nicht alleine eine Zeitung herausbringen zu können, führten 1968 nach langwierigen Verhandlungen zu einem Zusammenschluss mit dem sozialdemokratisch ausgerichteten Konkurrenten Het Parool. Das neue Gemeinschaftsunternehmen hieß zunächst „Perscombinatie“ und wurde von Het Parool in einem Eigentumsverhältnis von 60:40 dominiert.

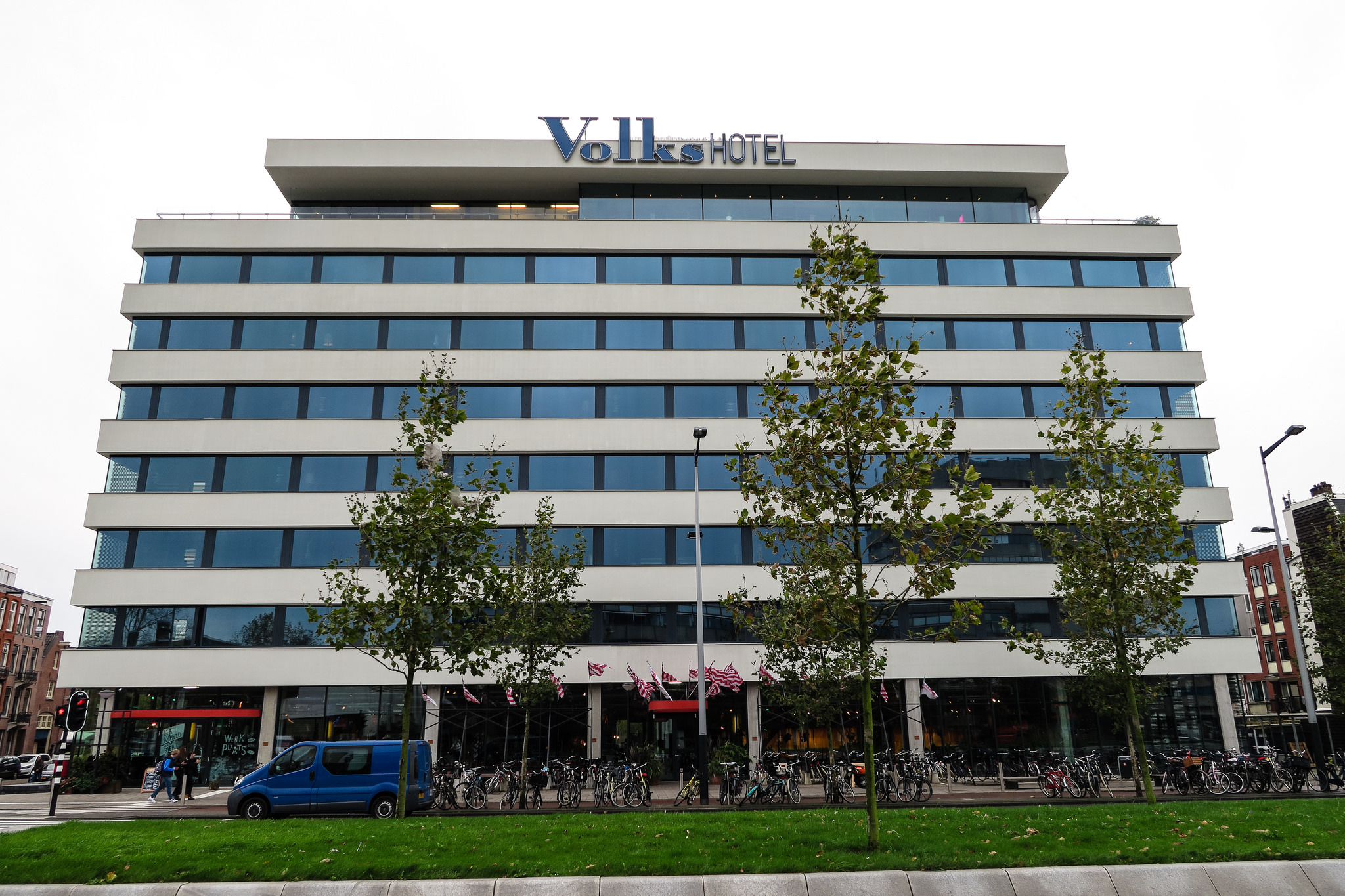
Das ehemalige Redaktionsgebäude von de Volkskrant in der Amsterdamer Wibautstraat, 2014 wurde darin ein Coworkingspace und Hotel eröffnet

Es kam zunächst zu jahrelangen Meinungsverschiedenheiten sowohl zwischen de Volkskrant und dem neuen Direktorium als auch mit Het Parool. Die von van der Pluijm gestützte Demokratisierung der Redaktion wurde von dieser nun massiv eingefordert und führte Ende 1973 zur Einsetzung eines Redaktionsrats und des Inkrafttretens eines Redaktionsstatuts. Zu gleicher Zeit profilierte sich die Zeitung mit der Amtseinführung des Kabinetts den Uyl durch eine kritische Unterstützung der regierenden PvdA. Die kleineren linken Parteien PPR (linkschristliche Abspaltung von der KVP) und Democraten 66 erhielten kaum Beachtung. Die Selbsteinschätzung als progressive Tageszeitung war im Übrigen in der Redaktion selbst nicht überall sichtbar, so spielten Frauen bis Anfang der 1980er Jahre dort nur eine untergeordnete Rolle. In diese Phase fällt neben dem 1975 erfolgten Beitritt der protestantischen Zeitung Trouw zur Perscombinatie auch eine Ausweitung eines persönlich gefärbten Betroffenheitsjournalismus. Der 1979 von außen hinzugeholte stellvertretende Chefredakteur Jan Blokker sah darin eines der Hauptprobleme der Zeitung, die es zurückzudrängen galt, dementsprechend folgte bis Mitte der 1980er Jahre eine stärkere Trennung zwischen Bericht und Meinung und eine weitere Professionalisierung.

### Weiterer Aufstieg bis zum Auflagenrekord
Im März 1982 löste Harry Lockefeer van der Pluijm als Chefredakteur ab. Er war bereits ein Jahr zuvor, als er noch Leiter des Ressorts „Wirtschaft und Soziales“ gewesen war, zum Nachfolger ernannt und übergangsweise Blokker, auf den er sich noch später eine Weile in erheblichem Maße stützte, als Co-Vize gleichgestellt worden. Eine frühere Kandidatur von 1975 war an der Spaltung der Redaktion hierüber gescheitert. Die Zeitung kam mit seinem Antritt zur Ruhe und wurde hinsichtlich der Anzahl der Auslandskorrespondenten und des Umfangs der Samstagsausgabe deutlich ausgebaut. In Lockefeers Zeit fällt auch die Umstellung auf EDV und Farbdruck.
Perscombinatie expandierte weiter mit der im Juni 1994 erfolgten Umsetzung der Minderheitsbeteiligung in den Verlag „Meulenhoff & Co.“ in eine vollständige Übernahme, aus welcher der neue Firmenname „PCM Uitgevers“ (Perscombinatie/Meulenhoff) resultierte. War ein früheres Ansinnen hierzu Ende 1988 am Widerstand der betroffenen Redaktionen gescheitert, erwarben PCM Uitgevers 1995 schließlich von Reed Elsevier für 865 Millionen Gulden „Dagblad Unie“, Herausgeber des Algemeen Dagblad und NRC Handelsblad, wodurch nun PCM Uitgevers ein Monopol auf alle überregionalen Tageszeitungen aus dem Bereich der sogenannten Qualitätszeitungen hatten. Lockefeer wechselte im gleichen Jahr in einem letztlich kurzen Intermezzo ins PCM Direktorium und anschließend 1996 zur Reichsuniversität Groningen. Er wurde im März 1995 durch Pieter Broertjes, seit 1991 stellvertretender Chefredakteur, ersetzt. Ein Jahr nach Broertjes Antritt erreichte die Zeitung ihren Rekordauflagenwert von etwa 370.000 Exemplaren.

### Das Internet und die Gratiszeitungen als neue Herausforderungen
1996 startete De Volkskrant ihre Online-Ausgabe, musste sich aber auch mit den durch das Internet und den neuen Gratiszeitungen bald darauf verursachten Auflagenrückgängen auseinandersetzen. Im September 1997 schuf die Zeitung die Stelle eines Ombudsmanns, der für Leserbeschwerden zuständig ist und eine eigene Kolumne in der Samstagsausgabe hat. 2006 war er in einem offen ausgetragenen Streit mit Broertjes verwickelt, als ein zuvor unbeachteter Blog des Parteichefs der Partei „Partij voor Naastenliefde, Vrijheid en Diversiteit“, die sich für die Legalisierung von Sex mit Kindern ab 12 Jahren ausspricht, auf dem Volkskrantblog, einer eigenständigen Website, entdeckt wurde. Im September 1999 erhielt die Samstagsausgabe als Beilage ein Magazin.
Die neuen Medien markierten nicht den einzigen Umbruch zur Zeit der Jahrtausendwende. Wie in anderen niederländischen Tageszeitungen galt in de Volkskrant jahrzehntelang das ungeschriebene Gesetz einer nicht allzu offensiven Berichterstattung über das niederländische Königshaus, das wiederum seinerseits versuchte, auf ebendiese Berichterstattung Einfluss zu nehmen. Zur Zeit des Jahrtausendwechsels ist diese Praxis, auch durch die Diversifikation der Berichterstattung durch das Internet, stark abgeschwächt worden. Das zu diesem Zeitpunkt zunehmend aufgekommene Infragestellen des niederländischen Konsenssystems, unter anderem symbolisiert durch die Morde an Pim Fortuyn und Theo van Gogh, ging an der Zeitung gleichermaßen nicht spurlos vorbei.
Im Februar 2007 zog de Volkskrant zusammen mit Trouw in den Bürokomplex INIT-gebouw ein, nachdem sich bereits die vormalige Schwesterzeitung Het Parool, die zum 1. Januar 2003 aus PCM Uitgevers ausgegliedert worden war, für diesen Standort entschieden hatte. 2009 übernahm das belgische Verlagshaus De Persgroep die Mehrheit der Anteile an PCM Uitgevers, der Name von PCM Uitgevers änderte such daraufhin in De Persgroep Nederland. Die erste einschneidende Änderung seitdem war die Umstellung auf das Tabloid-Format, womit die Zeitung dem landesweiten Trend folgte.
Nach 15 Jahren als Chefredakteur verließ Pieter Broertjes zum 1. Juli 2010 die Zeitung. Zum neuen Chefredakteur wurde Philippe Remarque ernannt. Ihm folgte 2019 Pieter Klok nach.

### Internet
- 1996: Die Zeitung geht online.
- 2004: De Volkskrant erscheint auch als E-Zeitung.
- 2005: Das Weblog Volkskrantblog wird gegründet. Leser können ihre eigenen Blogs auf de Volkskrant betreiben.
- 2006: Umstellung der Online-Ausgabe: RSS-Web-Feeds, Podcasts und Internet-TV werden zum festen Bestandteil.

### Bisherige Chefredakteure
| Jan Vesters             | 1920–1941 |
| D.C. van der Poel       | 1941      |
| Joop Lücker, Carl Romme | 1945–1952 |
| Joop Lücker             | 1953–1964 |
| Jan van der Pluijm      | 1964–1982 |
| Harry Lockefeer         | 1982–1995 |
| Pieter Broertjes        | 1995–2010 |
| Philippe Remarque       | 2010–2019 |
| Pieter Klok             | 2019–     |

### Bekannte und/oder die Zeitung prägende Redakteure und Mitarbeiter
- Der einzige international bekannte Mitarbeiter von de Volkskrant war der Schriftsteller Cees Nooteboom, der in den Jahren 1961–1968 als freier Mitarbeiter Kolumnen schrieb und Reportagen beisteuerte. Seine Impressionen der Pariser Studentenunruhen vom Mai 1968 wurden 1969 mit dem Prijs voor de Dagbladjournalistiek ausgezeichnet.
- In den Niederlanden selbst war der Schriftsteller Godfried Bomans der bei weitem bekannteste Redakteur und Mitarbeiter der Zeitung. Er war buchstäblich Mitarbeiter der ersten Stunde seit dem Wiedererscheinen 1945 (ein Artikel von ihm befand sich auf der ersten Seite der ersten Ausgabe) und war zunächst Kunstredakteur, dann auch Texter für den populären Comic Strip Pa Pinkelman. 1952 schied Bomans zugunsten seiner Arbeit als Schriftsteller aus der Redaktion aus, blieb aber bis 1970 Kolumnist.
- Henri Faas, langjähriger Redakteur der Parlamentsredaktion in Den Haag, hinterließ mit seinem 1957 erfolgten Konflikt mit dem Kabinett über die vorzeitige Veröffentlichung einer noch nicht gehaltenen Rede der Königin Spuren in der Medienlandschaft, da dieser Konflikt im Jahr 1960 zur Gründung des Raad voor de Journalistiek führte.[10] Er unterstützte die Linksabspaltung der KVP, die 1968 gegründete PPR, in seiner Berichterstattung, verließ dann 1970 jedoch die Zeitung. 1980 war Faas Kandidat für die Nachfolge von Chefredakteur van der Pluijm, wurde jedoch aufgrund von Differenzen mit der Auswahlkommission nicht berücksichtigt.
- Gabriël Smit, 1950–1960 Chef der Kunstredaktion, danach noch bis 1975 für de Volkskrant tätig und ein zu seiner Zeit bekannter Verfasser religiöser Dichtung, berichtete vom Zweiten Vatikanischen Konzil, der einer der Gründe für die Distanzierung der Zeitung vom Katholizismus war. Smits darauf folgende eigene Loslösung vom Katholizismus und seine Mitwirkung in der Zeit des Übergangs zur Zeitung der politischen Linken steht exemplarisch für eine Reihe anderer Redakteure.
- Der Zeichner Opland prägte von 1948 bis kurz vor seinem Tod 2001 das Erscheinungsbild von de Volkskrant mit seinen politischen Cartoons mit. Ein anderer jahrzehntelang (1951–85) der Zeitung verbundener Zeichner war WiBo.

## Auflagenentwicklung
Ende August 1939 hatte de Volkskrant etwa 27.000 Abonnenten. Selbst zu Beginn der seit 1940 bestehenden deutschen Besatzung, unter der stark in die Berichterstattung eingegriffen wurde, stieg die Zahl bis Juli 1941 sogar noch leicht an. Nachdem die Redaktion aufgrund der Absetzung des Chefredakteurs durch die deutschen Besatzer im gleichen Jahr gekündigt hatte, verlor die Zeitung massiv an Lesern. Die zwei Monate später erschienene vorerst letzte Ausgabe erschien nur noch mit einer Auflage von 4.000 Exemplaren.
De Volkskrant konnte sich nach der Neugründung sofort etablieren und hatte Ende 1946 bereits über 130.000 Abonnenten. Trotz dieses Erfolges lag die Zeitung zehn Jahre nach dem Wiedererscheinen noch hinter den Konkurrenten Het Vrije Volk, Het Parool und Trouw. Anfang bis Mitte der 1960er Jahre pendelte die bezahlte Auflage um einen Wert von etwa 165.000 Exemplaren. Von diesem Jahr an gab es, auch durch die Änderung der Ausrichtung der Zeitung, kontinuierliche Auflagenzuwächse. Im Mai 1996 erreichte die Zeitung mit 368.400 Exemplaren einen Rekordwert, bereits 25 Jahre zuvor war sie hinter Algemeen Dagblad und De Telegraaf die drittgrößte Tageszeitung der Niederlande geworden. Konkurrenzmedien wie das Internet und die 1999 erstmals erschienenen Gratiszeitungen metro und Sp!ts haben die Auflage von da an deutlich unter Druck gesetzt. Die der Printausgabe hat mittlerweile deutlich die Zahl von 250.000 Exemplaren unterschritten, was bei weitem nicht durch die 2004 neu hinzugekommene E-Zeitungsausgabe kompensiert werden konnte.
| Verkaufte Auflage seit der Ermittlung durch das „Oplage Instituut“ | Verkaufte Auflage seit der Ermittlung durch das „Oplage Instituut“ | Verkaufte Auflage seit der Ermittlung durch das „Oplage Instituut“ | Verkaufte Auflage seit der Ermittlung durch das „Oplage Instituut“ | Verkaufte Auflage seit der Ermittlung durch das „Oplage Instituut“ | Verkaufte Auflage seit der Ermittlung durch das „Oplage Instituut“ | Verkaufte Auflage seit der Ermittlung durch das „Oplage Instituut“ | Verkaufte Auflage seit der Ermittlung durch das „Oplage Instituut“ | Verkaufte Auflage seit der Ermittlung durch das „Oplage Instituut“ | Verkaufte Auflage seit der Ermittlung durch das „Oplage Instituut“ |
| ------------------------------------------------------------------ | ------------------------------------------------------------------ | ------------------------------------------------------------------ | ------------------------------------------------------------------ | ------------------------------------------------------------------ | ------------------------------------------------------------------ | ------------------------------------------------------------------ | ------------------------------------------------------------------ | ------------------------------------------------------------------ | ------------------------------------------------------------------ |
| Jahr                                                               | 2000                                                               | 2001                                                               | 2002                                                               | 2003                                                               | 2004                                                               | 2005                                                               | 2006                                                               | 2007                                                               | Q2/2014                                                            |
| Print                                                              | 320.844                                                            | 309.608                                                            | 299.739                                                            | 294.459                                                            | 285.048                                                            | 273.046                                                            | 252.821                                                            | 241.249                                                            | 219.303                                                            |
| E-Zeitung                                                          | –                                                                  | –                                                                  | –                                                                  | –                                                                  | –                                                                  | 13.376                                                             | 20.773                                                             | 31.240                                                             | 53.347                                                             |

## de Volkskrantheute
De Volkskrant hat mehr als 200 Redakteure sowie vier Inlands- und achtzehn Auslandskorrespondenten. Für die Online- und Videobereiche gibt es eigene Redaktionen. Schwesterzeitungen der Volkskrant sind das NRC Handelsblad, Trouw und in einem Joint Venture zusammen mit Wegener NV AD.

### Ableger
Seit April 2006 erscheint mit Volkskrant Banen eine Gratis-Wochenzeitung im Tabloid-Format, die auf Akademiker im Alter von bis zu 39 Jahren und auf die Thematik Beruf und Karriere fokussiert ist. Sie hat eine eigene Redaktion, die verbreitete Auflage betrug im ersten Quartal 2008 135.585 Exemplare.

### Politische Ausrichtung
De Volkskrant wird von anderen Zeitungen als linksliberal eingeschätzt. Dies ist auch das Selbstverständnis der Redaktion, so bezeichnete Chefredakteur Broertjes, Mitglied der PvdA, seine Zeitung als „Mitte-links“; bei einer redaktionsinternen Wahl anlässlich der Parlamentswahlen von 2006 erhielten die linken Parteien bei Weitem die meisten Stimmen.